# アリオ亀有
- セブン&アイ・ホールディングス
  - イトーヨーカ堂 > アリオ > アリオ亀有
  - セブン&アイ・クリエイトリンク > アリオ > アリオ亀有

アリオ亀有（アリオかめあり）は、東京都葛飾区亀有に立地するセブン&アイ・ホールディングス傘下のセブン&アイ・クリエイトリンクが運営する複合商業施設である。なお、建物の一部は東京都足立区中川一丁目に跨がって建てられている。すぐそばには亀有香取神社が存在する。

## 概要
亀有駅南東400m、環七通り沿いの日本板紙亀有工場の跡地に、2006年（平成18年）3月3日に開店。イトーヨーカ堂が新業態「アリオ」として運営する大型ショッピングセンターであり、アリオとしては全国で4店舗目 （東京都内初出店）の店舗としてオープンした。
館内はイトーヨーカドーアリオ亀有店と、MOVIX亀有を含む127の専門店で構成される東京23区内有数の規模の専門店街「アリオモール」から成る。
イトーヨーカドーアリオ亀有店のほか、亀有駅付近にあるリリオ亀有内にイトーヨーカドー亀有駅前店がアリオ亀有開業以前から営業しているが、2010年以降専門店導入により順次規模を縮小させ、2025年現在は現在は1階と地下1階のみに食料品・日用品を取り扱う店舗となっている。
開店当初（2006年3月）より店舗ブログを開設していたが、2022年に新たに店舗ページが作成されたことに伴い閉鎖している。

## 主なテナント
出店テナント全店の一覧・詳細情報は公式サイト「フロアガイド」を参照。

### 1階
- ユニクロ
- H＆M
- ペットの専門店コジマ

### 2階
- Francfranc
- 紀伊國屋書店
- ロフト
- タワーレコード
- 無印良品
- GU

### 3階
- MOVIX亀有（後述）
- アカチャンホンポ
- ムラサキスポーツ
- こち亀ゲームぱ〜く（後述）

#### MOVIX亀有
松竹マルチプレックスシアターズが運営。10スクリーン、2,147席（うちバリアフリー対応21席）を完備。
2019年3月20日のリニューアルオープンに伴い、同系列初の「ドリンクバー」方式を採用している。
| No. | 座席数 | 車椅子 | サイズ(m) | サイズ(m) | 備考 |
| No. | 座席数 | 車椅子 | 縦        | 横        | 備考 |
| --- | ------ | ------ | --------- | --------- | ---- |
| 1   | 147    | 2      | 4.27      | 10.00     |      |
| 2   | 137    | 2      | 4.64      | 8.60      |      |
| 3   | 148    | 2      | 4.86      | 9.00      |      |
| 4   | 170    | 2      | 4.91      | 9.10      |      |
| 5   | 170    | 2      | 4.91      | 9.10      |      |
| 6   | 225    | 2      | 5.02      | 12.00     |      |
| 7   | 137    | 2      | 5.18      | 9.60      |      |
| 8   | 232    | 2      | 5.45      | 10.10     |      |
| 9   | 303    | 2      | 6.22      | 11.70     |      |
| 10  | 457    | 3      | 7.49      | 17.90     |      |

## 特色ある施設
- タカラトミープラネット

タカラトミーのおもちゃの世界観に現実世界と仮想世界を融合する技術XR(Extended Reality)を用いた新業態のトイ＆プレイパーク「タカラトミープラネット」が「TOYLO PARK (トイロパーク)」内に登場。
『そのアソビが、夢中をつくる』をコンセプトに、人々の“夢中”を創出するタカラトミー。そのおもちゃの世界観をデジタルの力で拡張した“次世代のアソビ”の数々により没入感あふれる体験を提供する。
- こち亀ゲームぱ～く

アニメの「こちら葛飾区亀有公園前派出所」をモチーフにしたアミューズメント施設でモール内の3Fにある。
店内は「派出所ゾーン」「下町ゾーン」「亀有下町ゾーン」「仲見世通りゾーン」「浅草花やしきゾーン」と「地域課総合案内」に区分けされている。両津勘吉の少年時代の衣服や寺井の眼鏡と靴下、ボルボ西郷の戦闘服、あの日暮熟睡男（ひぐらしねるお）のパジャマなど各キャラクターの衣装の展示を楽しめる。

施設の紹介
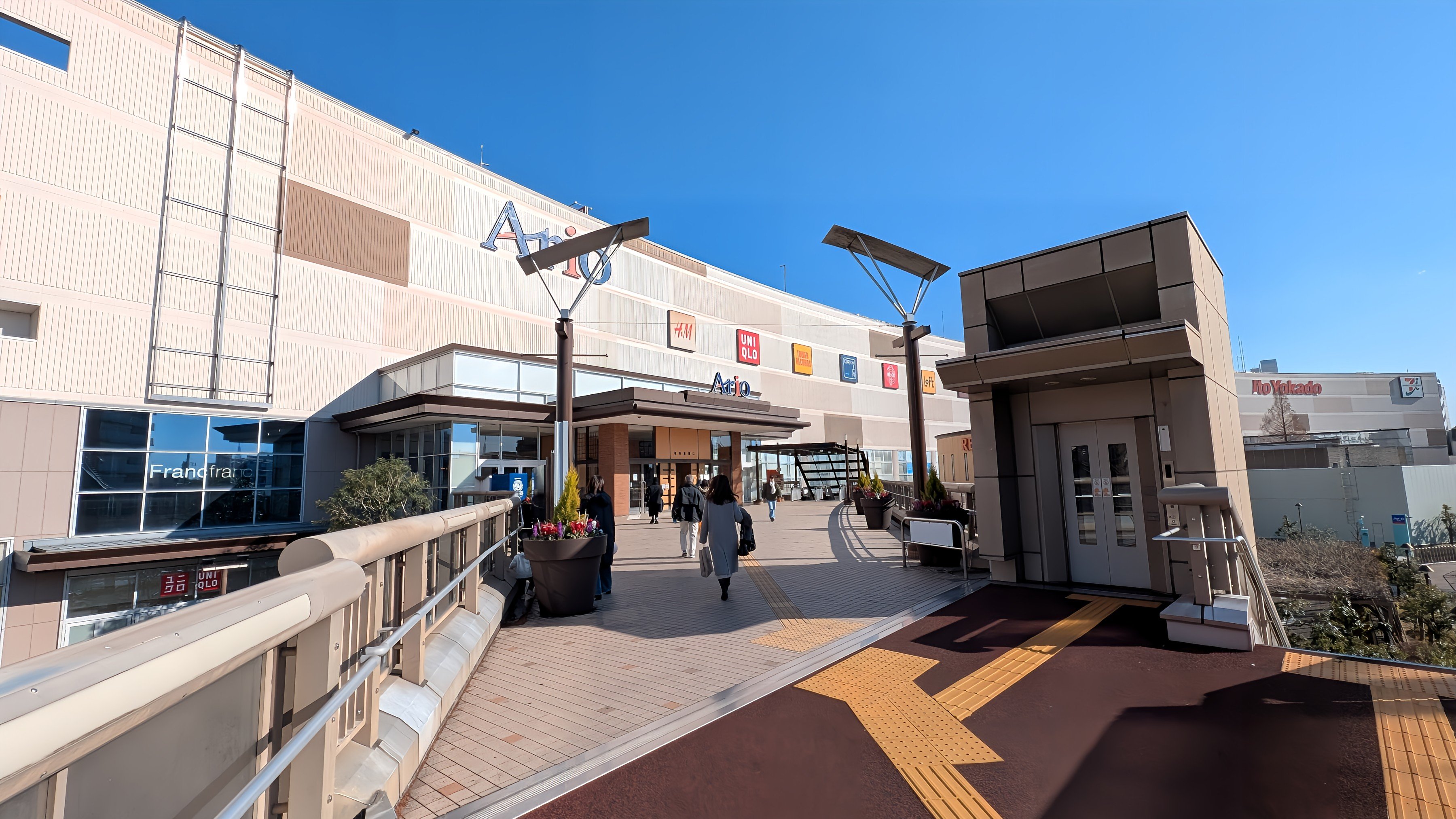
亀有駅側入り口
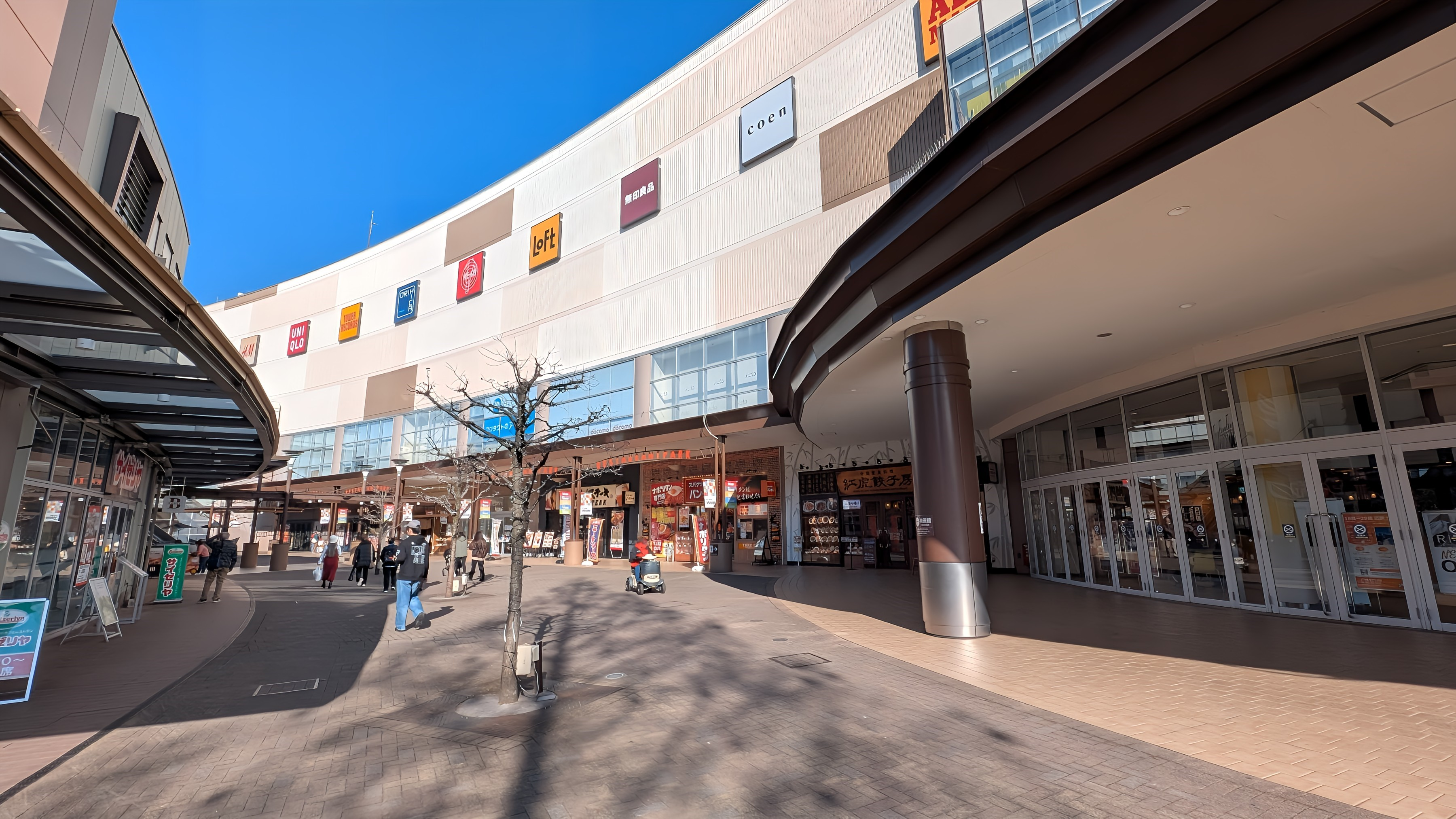
RESTAURANT PARK
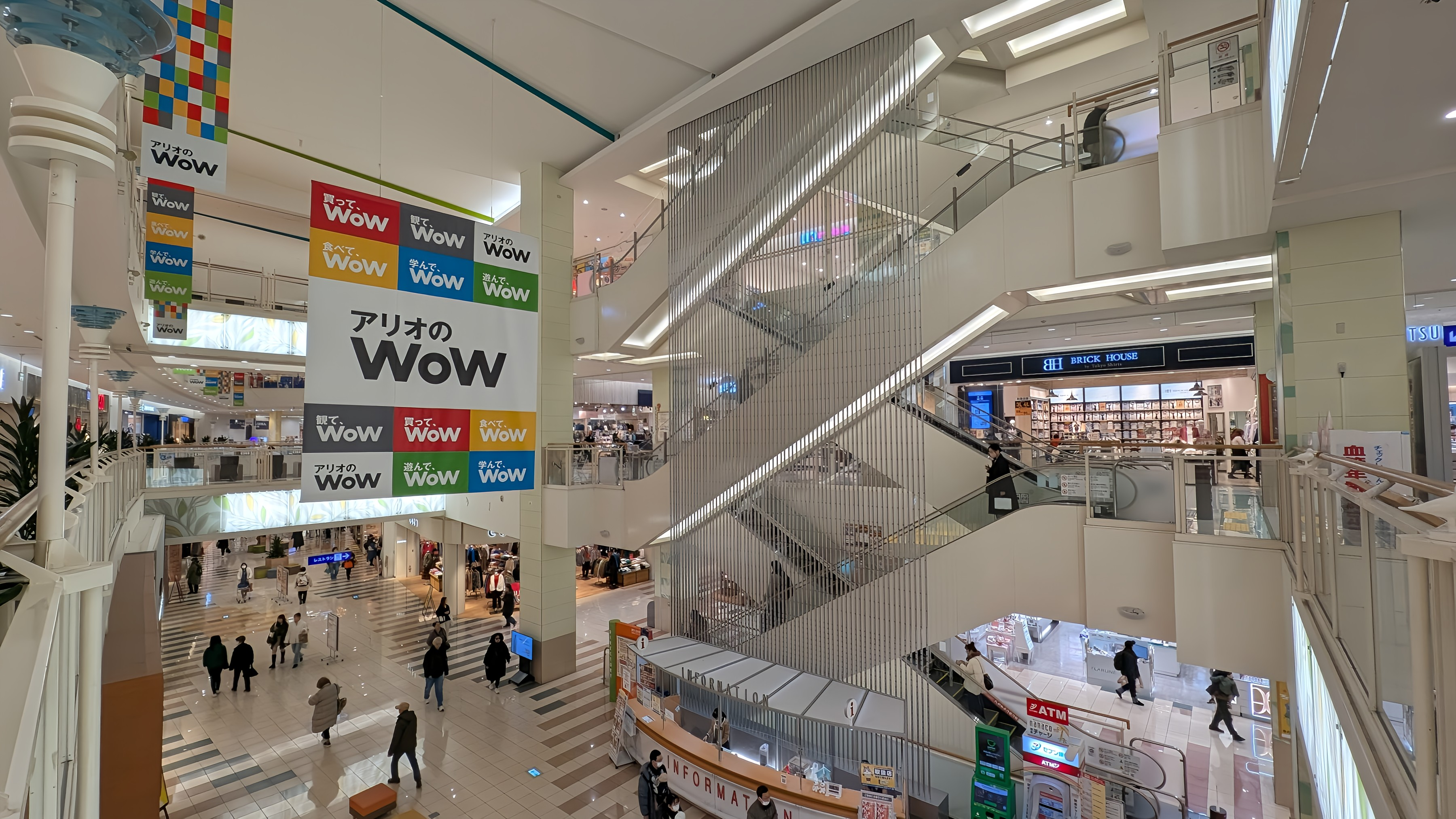
インフォメーションセンター上の空間
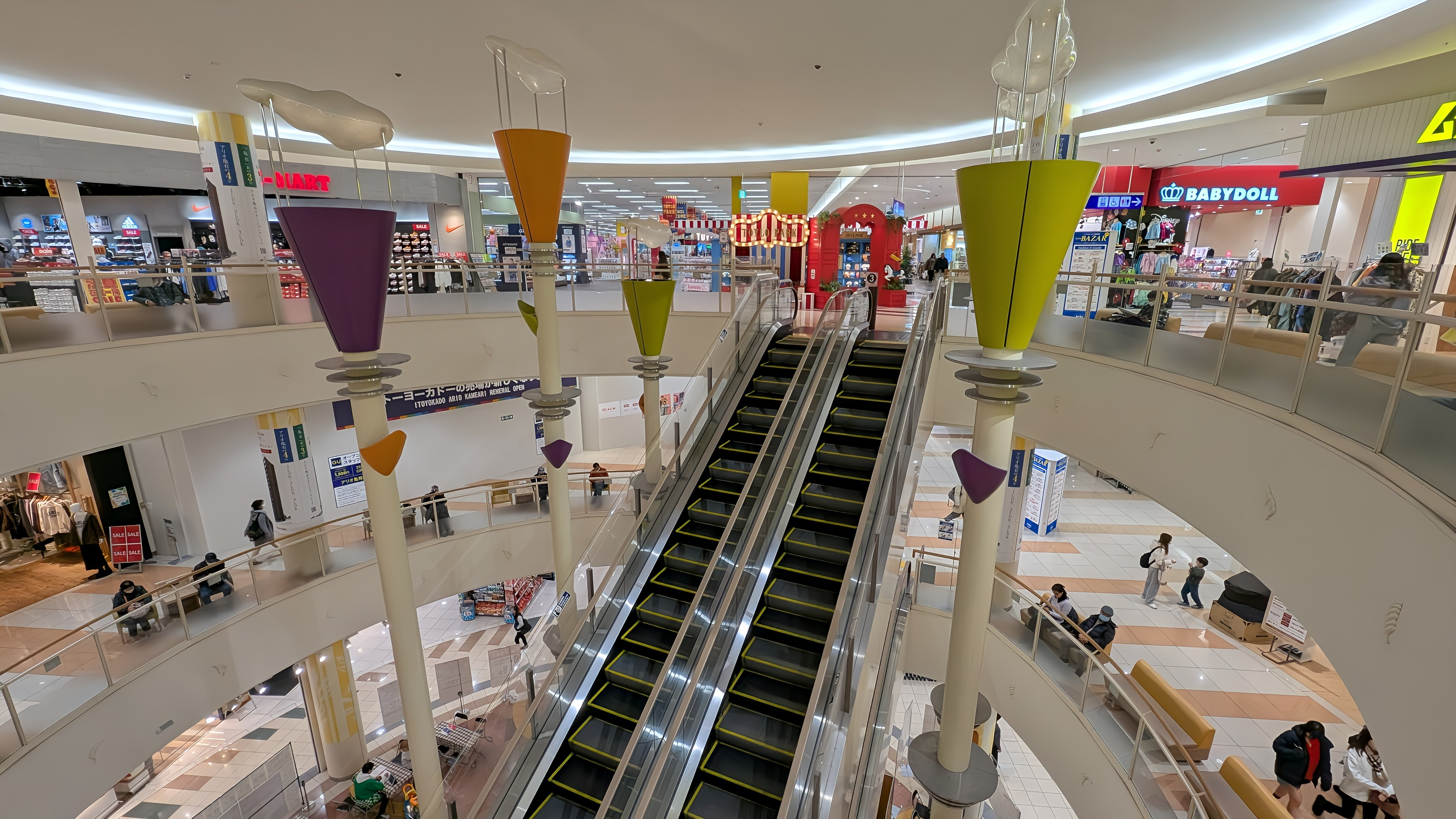
吹き抜け空間・エスカレーター
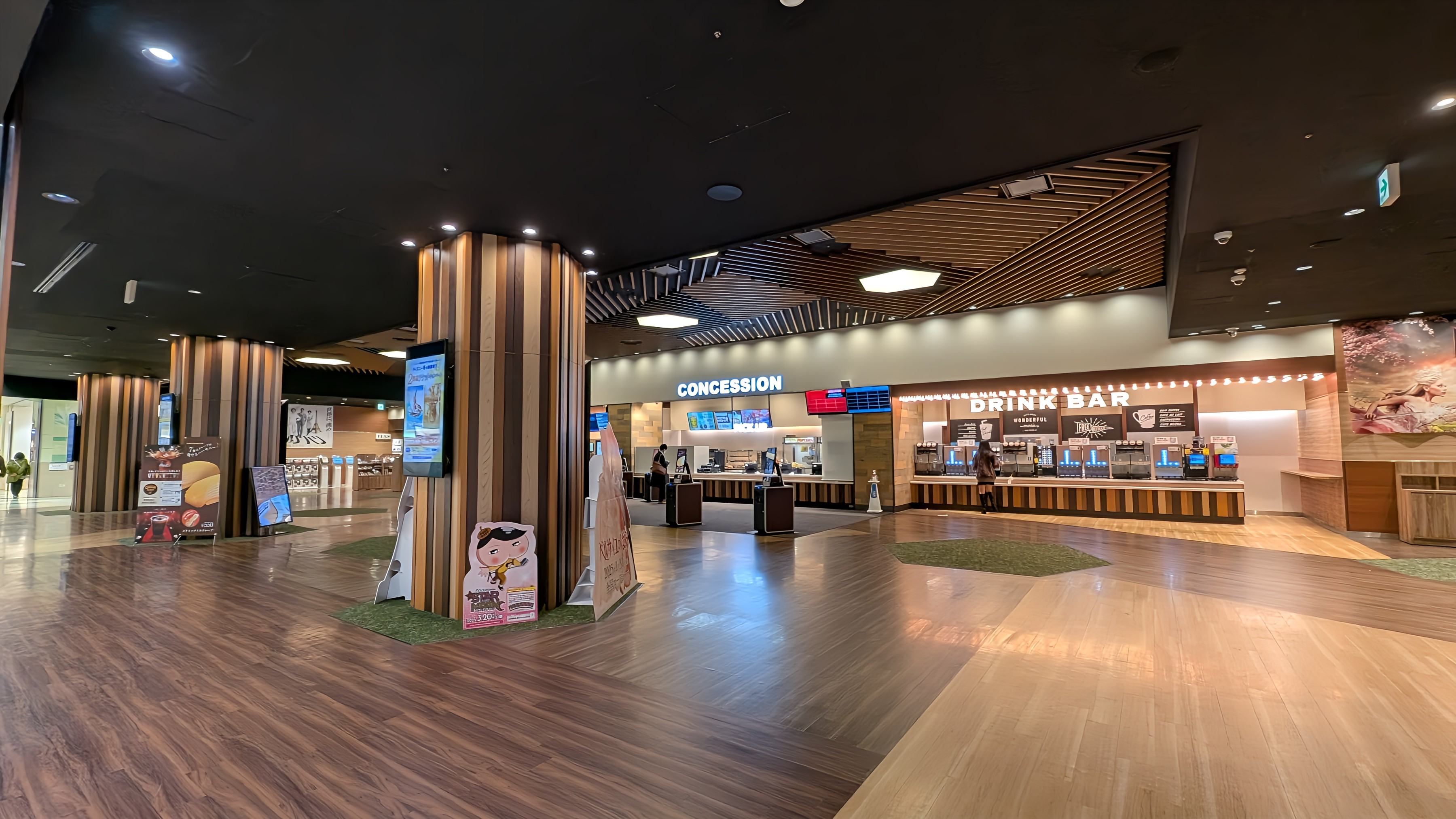
MOVIX亀有
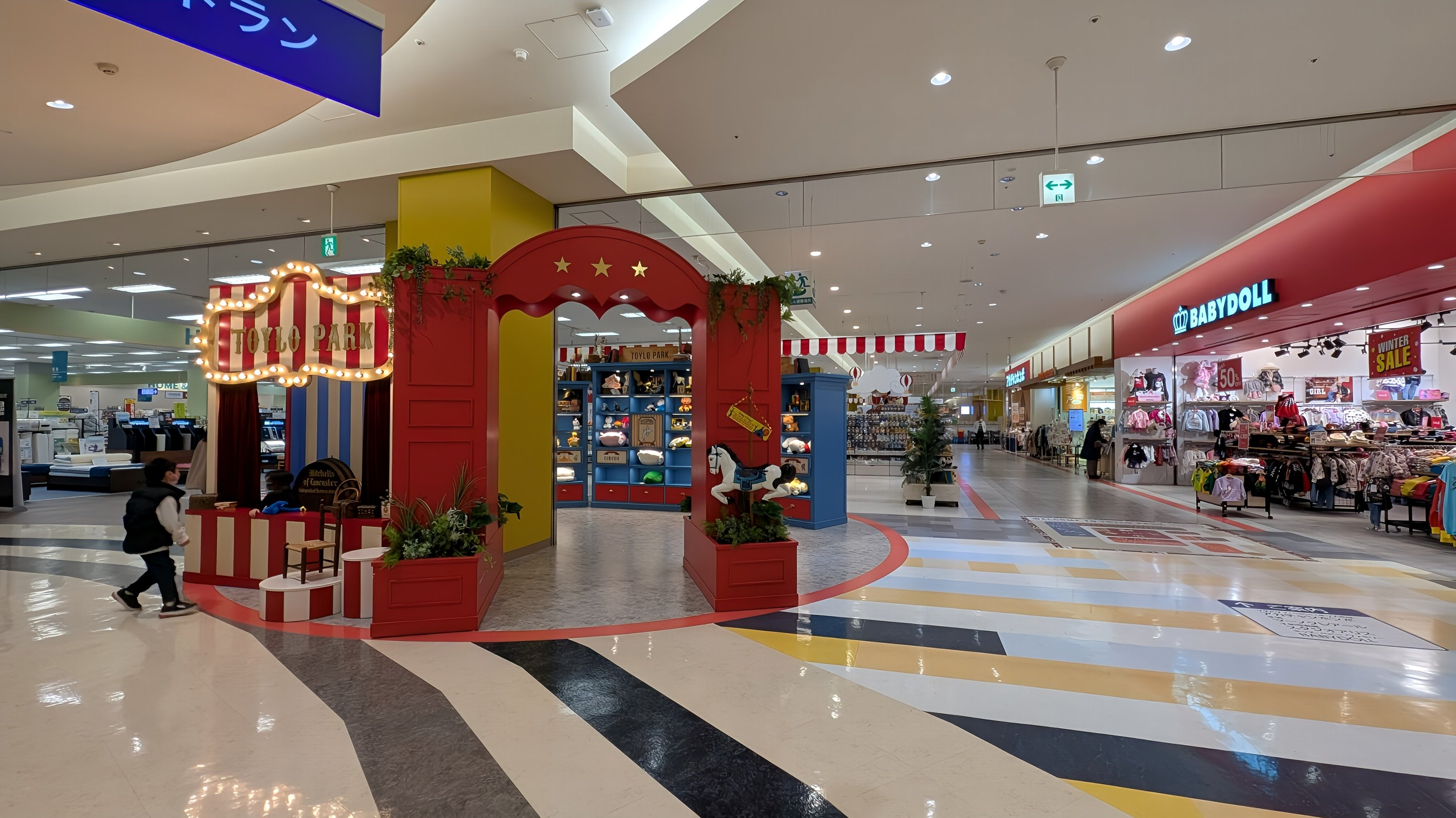
TOYLO PARK内 タカラトミープラネット
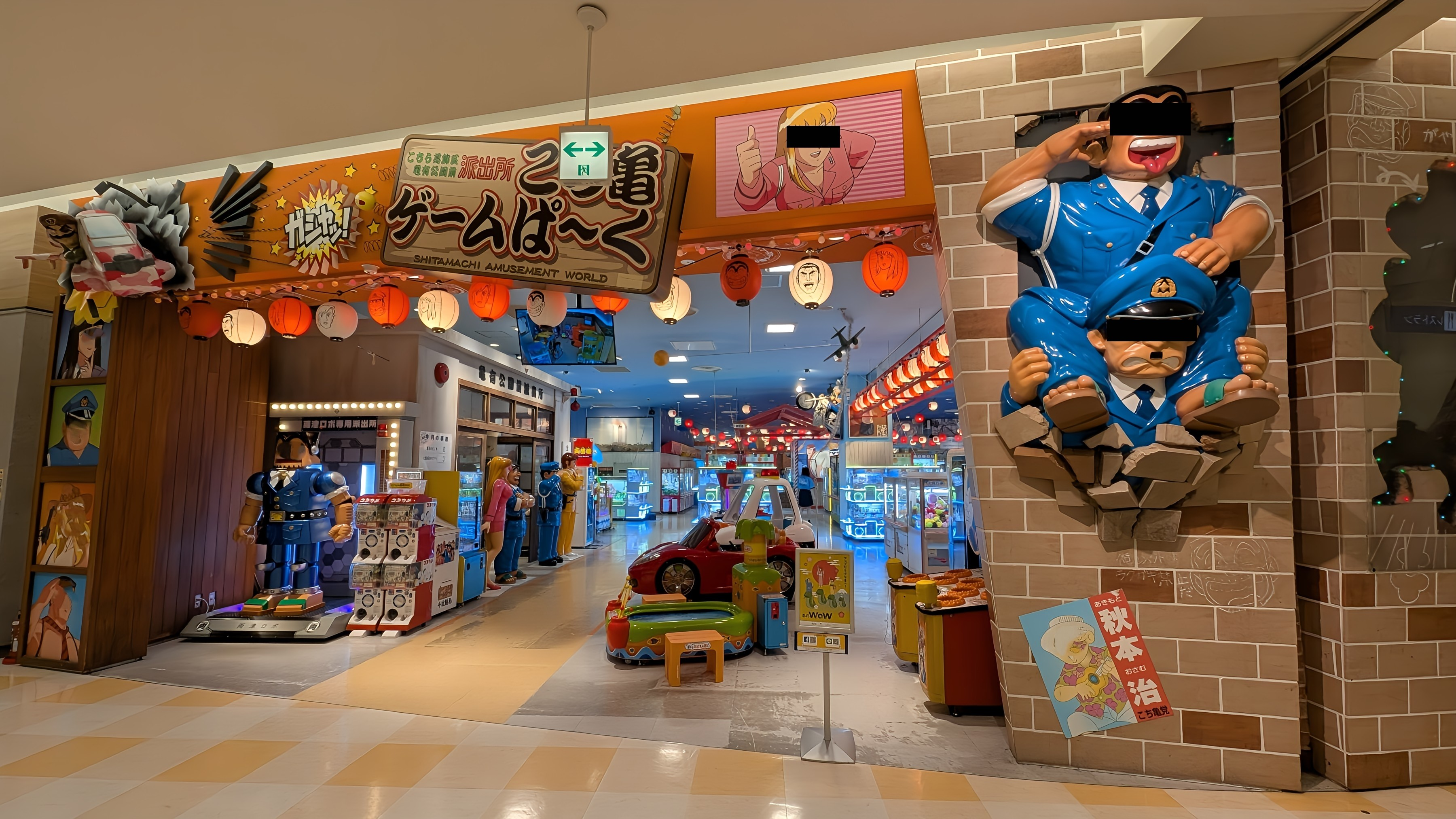
こち亀ゲームパ～ク

## アクセス
- 亀有駅南口から徒歩5分
- 循環シャトルバス[8]

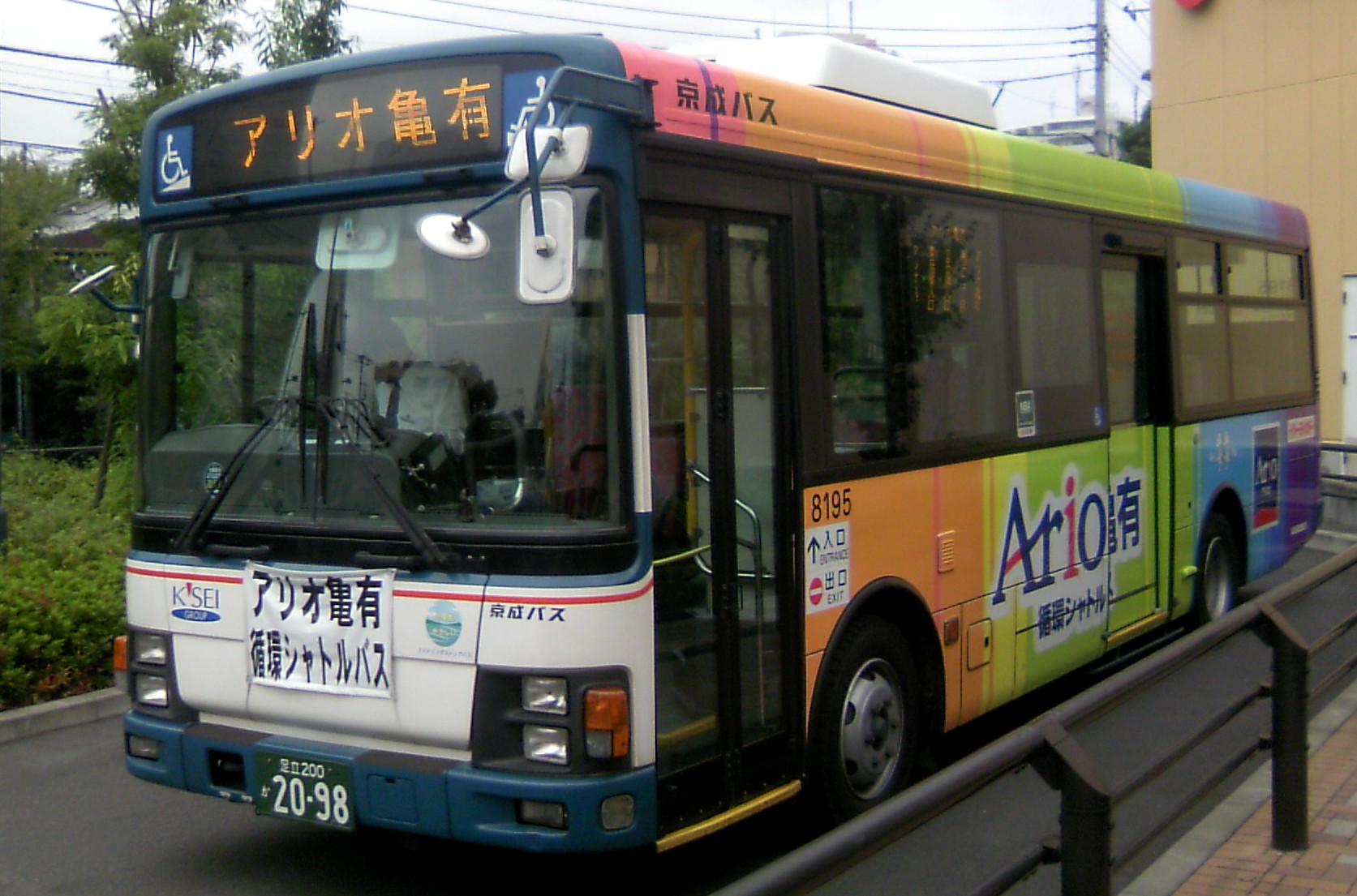
無料循環バス

  - アリオ亀有→青砥駅東交差点→タウンバス車庫→立石駅入口→青砥駅入口→青砥駅東交差点→アリオ亀有
    - 2009年11月20日からイトーヨーカドー立石店と共同で運行を開始。京成バスへの委託運行。

なお、公式サイトでの案内はないが、以下のバス停留所が至近の場所にある。
- 京成タウンバス「有70系統（白鳥線）」中川橋西停留所[9]
- 京成タウンバス「新小58系統（環七線）」亀有二丁目東停留所

### 注記
1. ↑  前身の日本紙業時代の1918年（大正7年）10月に操業開始。同社の板紙事業・段ボール事業の創業の地であったが、日本製紙グループの事業再編により日本大昭和板紙となる直前の2003年（平成15年）3月に工場閉鎖。
2. ↑  公式サイトのフロアガイドにて通番で掲載されたテナント120店舗、ロビーや広場等で常設のワゴン販売を行う4店舗、および3階に入居するパソコン教室・英会話学校の合計126店舗+MOVIX亀有。開業時のニュースリリースでは「（シネコンを含めて）122店舗の専門店」と案内されていた[2]。